# ラ・デファンス駅
ラ・デファンス駅（Gare de la Défense）はフランスのパリ郊外、オー＝ド＝セーヌ県ピュトーにある、フランス国鉄（SNCF）およびパリ交通公団（RATP）の鉄道駅。

## 概要
パリ郊外の都市再開発地区ラ・デファンスにあり、ラ・デファンスの前庭の下に位置する。ラ・デファンス＝グランダルシュ駅（ラ・デファンス＝グランダルシュえき、La Défense - Grande Arche）と呼ばれることもあり、この場合「グランダルシュ」は副駅名のように扱われる。La Défense (Grande Arche)やGrande Arche de la Défenseと表記されることもある。
コメディ映画「料理は冷たくして」のロケ地の1つとしても有名。

### 乗り入れ路線
- SNCF
  - トランシリアン  L線、 U線 - L線とU線は同一の線路を走行する。U線は始発駅である。
  -  RER E線
- RATP
  -  メトロ1号線 - 西側の終着駅である。
  -  RER A線
  -  トラム2号線（フランス語版）

## 歴史
1839年にサン・ラザール駅とヴェルサイユを結ぶ鉄道（右岸線、現Transilien L線）が開業したが、当初この場所に駅はなかった。1950年代にラ・デファンス地区の開発が始まったことで駅が必要とされ、1959年4月にSNCFの駅が開業した。
その後1970年2月20日にRERのシャルル・ド・ゴール＝エトワール-ラ・デファンス間が開業し、1971年には更に西へ延長された。1980年代にはRERの線路を跨ぐ形でグランダルシュが建設された。1992年4月1日、メトロ1号線ポン・ド・ヌイイ駅 - ラ・デファンス駅間延伸に伴い、メトロの駅が開業した。1997年7月2日にはトラム2号線が開業した。2024年5月6日にはRER E線が開業した。

## 駅構造
駅は周辺の道路や建物の地下・低層階部分、ラ・デファンスの前庭と一体化した構造をしている。ラ・デファンス地区自体が傾斜地にある上に全体が人工地盤で覆われているため、どの層を「地上」とみなすかは難しい。ここでは下から順に第1層 - 第6層と表記する。
第1層
東西方向にRER Eのホーム1面2線がある。
第2層
東西方向にRER Aのホーム2面4線がある。
第3層
東西方向にメトロのホームがある。ホームは出発用と到着用が離れた位置にあり、その間にRERホームへの階段・エスカレーターと乗り換え用の改札がある。またメトロの線路の外側は高速道路（オートルート）A14線が通っている。
第4層
各線の改札口および切符売り場がある。メトロとRERは東よりに、SNCFとトラムは西寄りに改札がある。改札口はすべて自動改札となっている。またコンコースの南北は商店が並ぶ地下街のような構造になっており、そのまま両側の建物に続く。
第5層
東よりは道路が通っており、バス乗り場がある。西よりには南北方向にトラムのホーム（1面2線）、その西に隣接してSNCFのホーム（2面4線）がある。コンコースの真上は第3層からの吹き抜けとなっている。
第6層
グランダルシュの前庭。
駅の西側でRER Aの線路とメトロの引き上げ線はグランダルシュの基部を貫いている。またグランダルシュ自体はSNCFの線路を避けるためにラ・デファンスの中心軸（パリの歴史軸）に対して約6度傾いている。

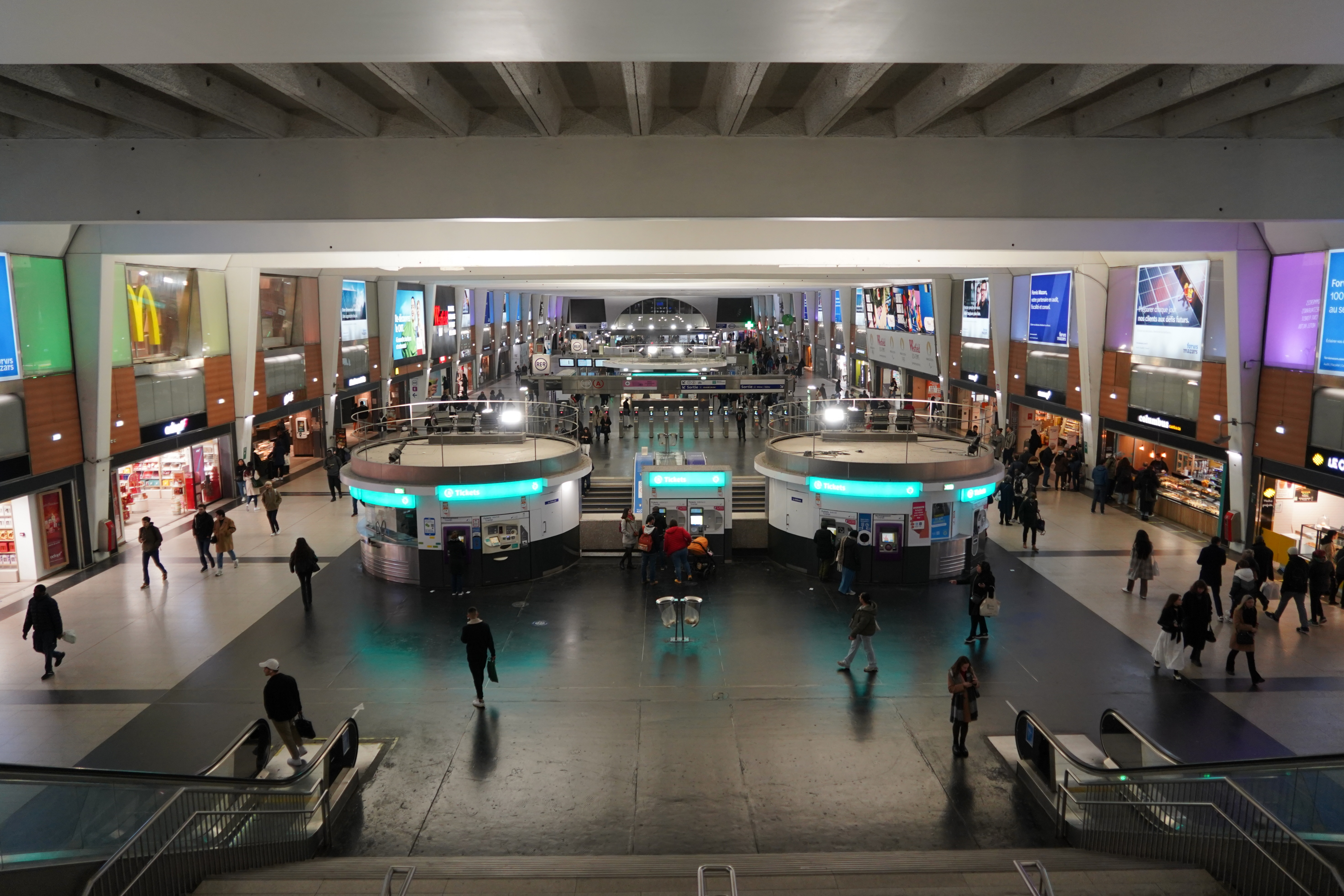
コンコース
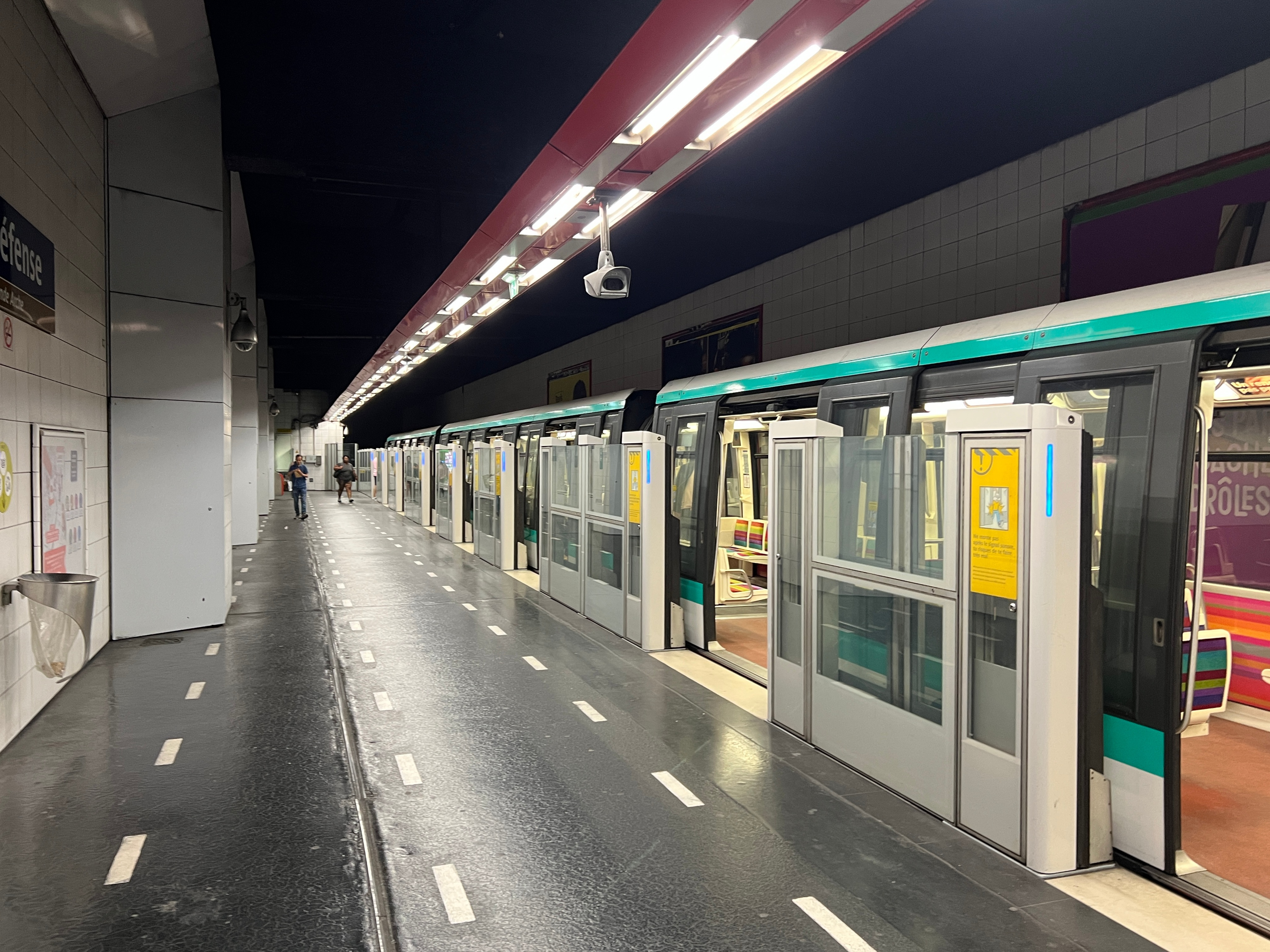
メトロ1号線のホーム
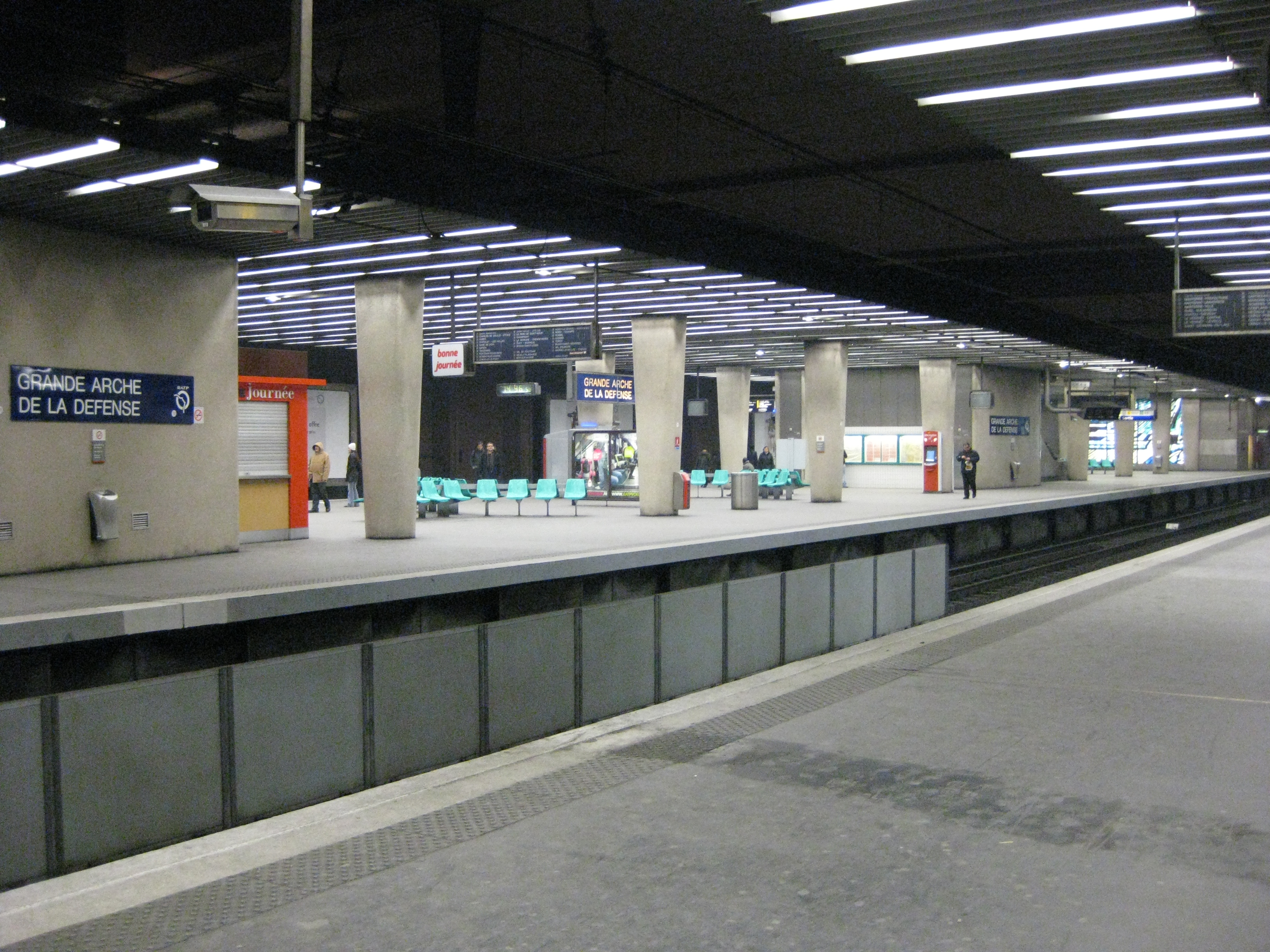
RER A線のホーム
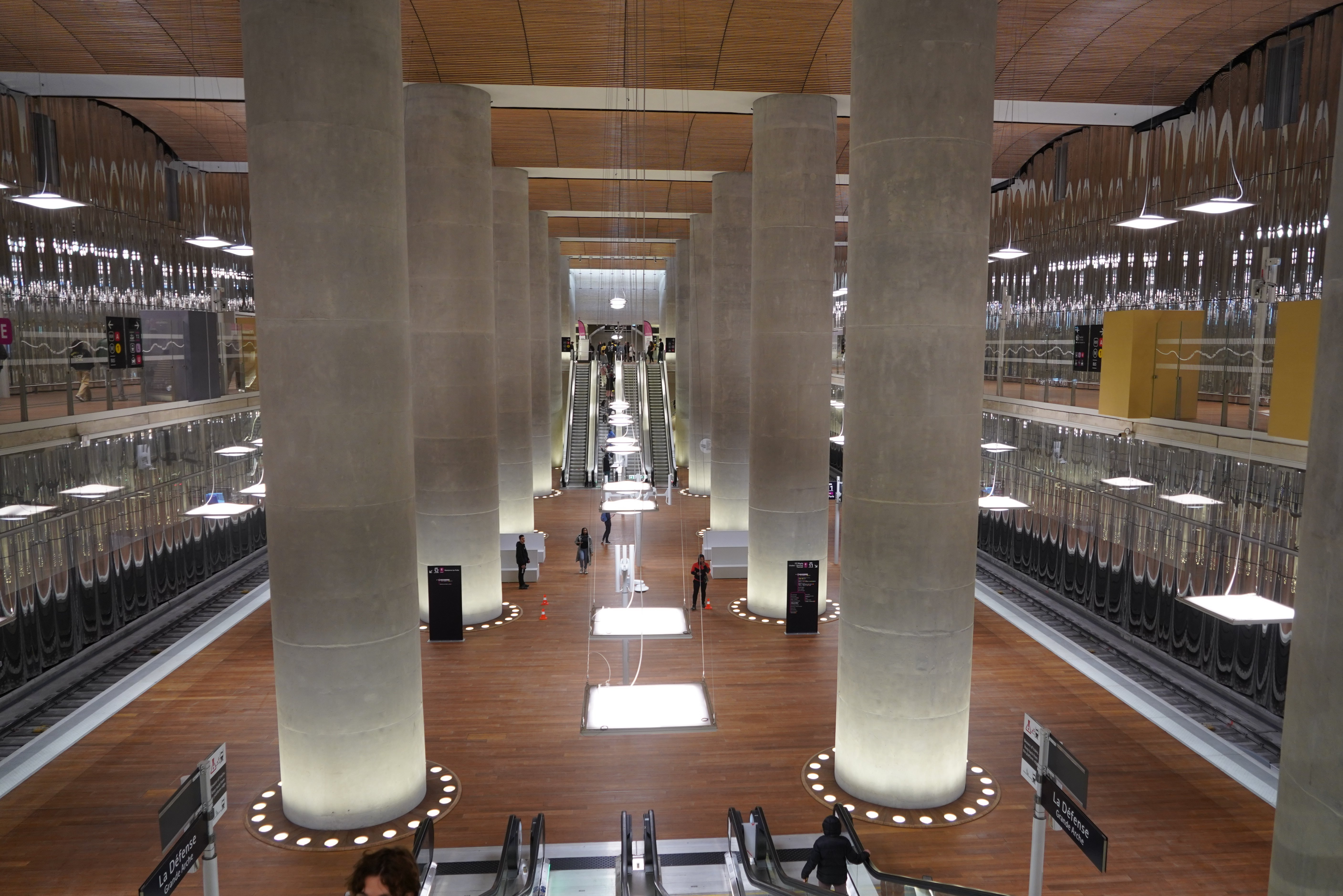
RER E線のホーム
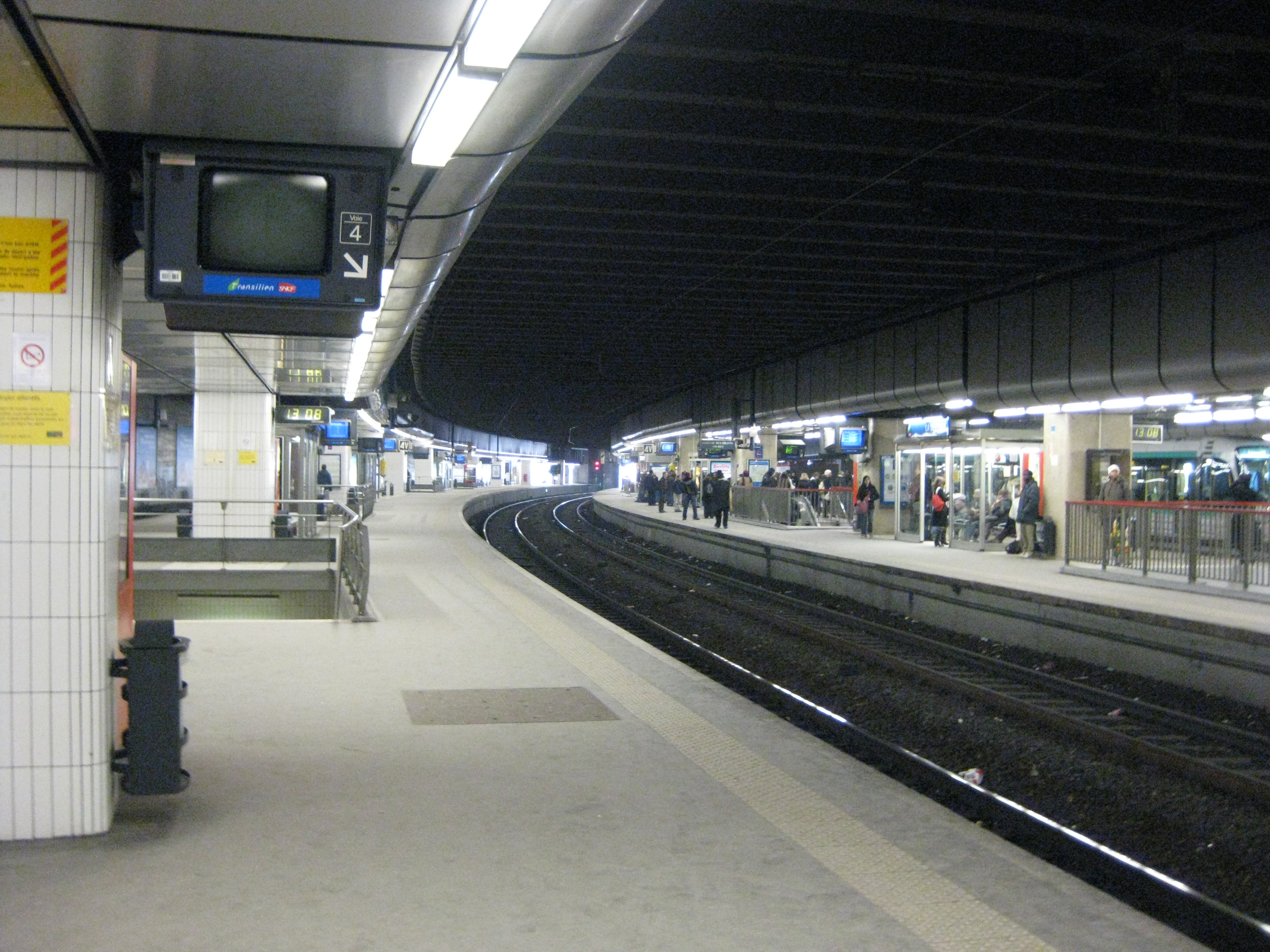
トランジリアンのホーム
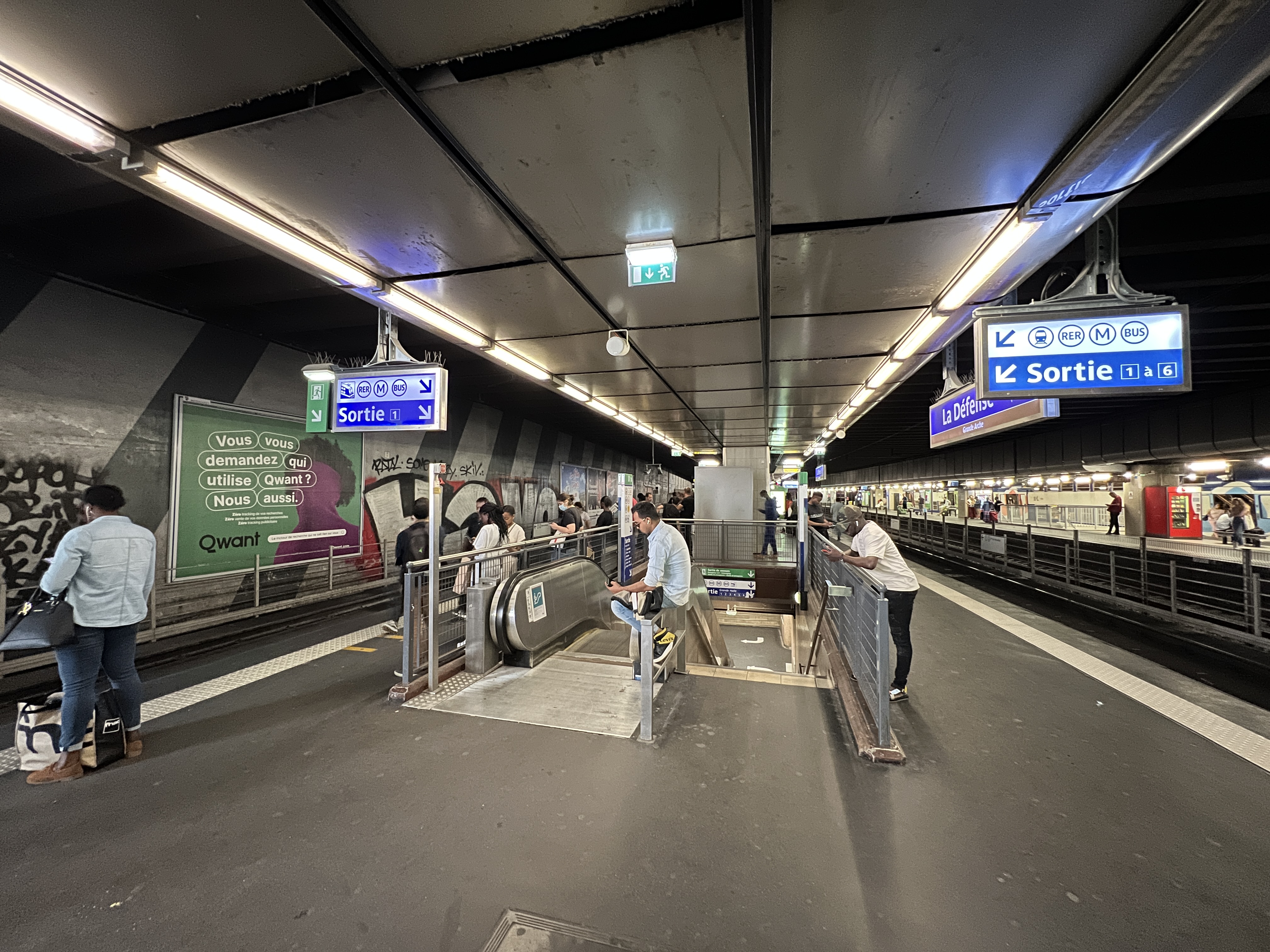
トラムT2号線のホーム

## 利用状況
2019年のSNCF（トランシリアン）の推計によると、年間乗客数は30,264,172人だった.。

## 駅周辺

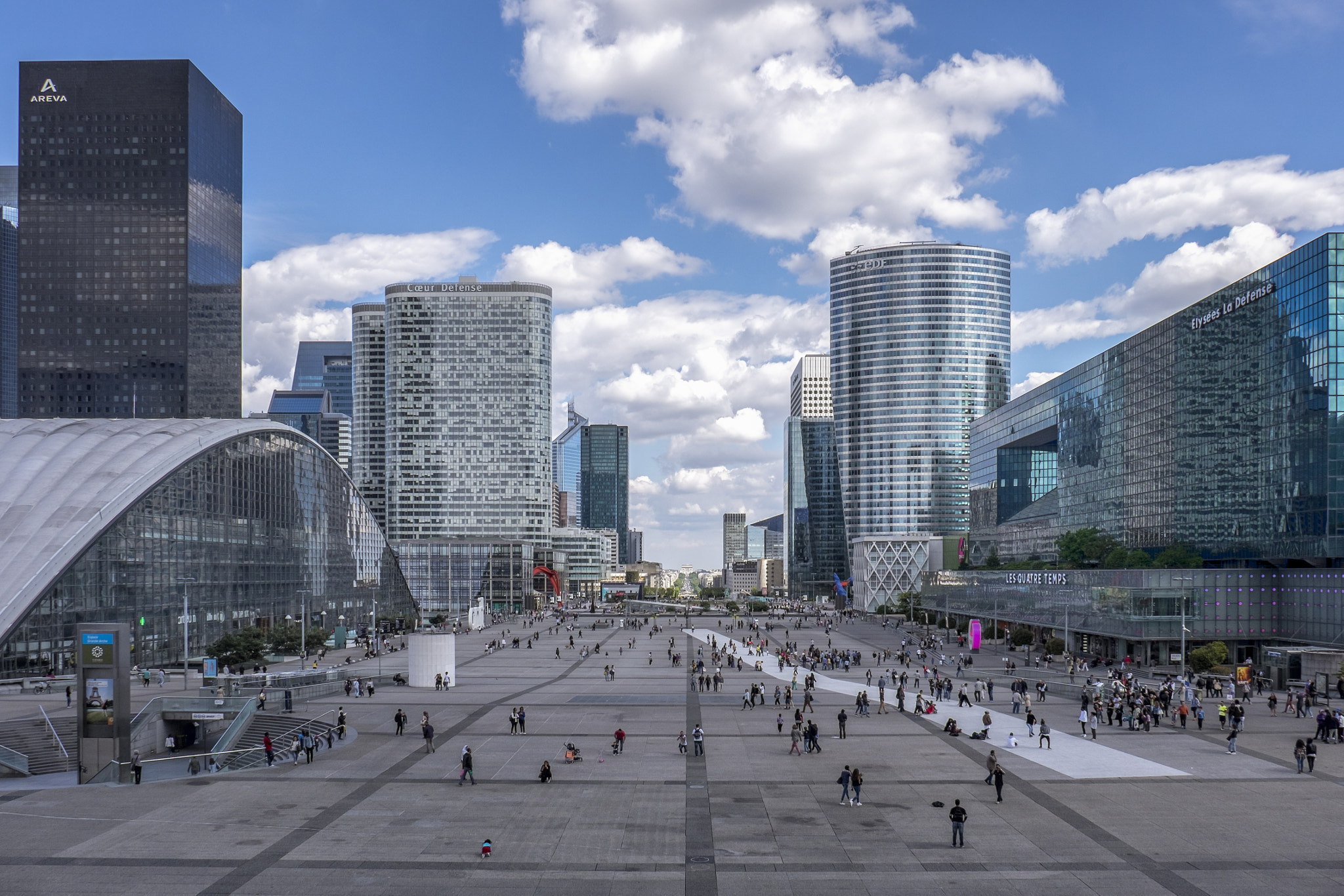
駅周辺の様子

駅のすぐ西にグランダルシュ（新凱旋門）がある。北はCnit（会議場のほかヒルトンホテルなどが入る）、南はショッピングセンターレ・キャトル・タンに接する。
- グランダルシュ（新凱旋門）
- 環境連帯移行省
- 新産業技術センター(Cnit)（英語版、フランス語版）
- レッド・スパイダー（フランス語版）
- レ・キャトル・タン（英語版、フランス語版）
- UGCシネマシティ ラ・デファンス（フランス語版）
- パリ・ラ・デファンス・アレナ
- プルマン・パリ・ラ・デファンス（5つ星ホテル）
- トゥール・トタル（英語版、フランス語版）
- クール・デファンス（英語版、フランス語版）

## 隣の駅
メトロ
 1号線
ラ・デファンス＝グランダルシュ駅 - エスプラナード・ド・ラ・デファンス駅
RER
 A線
ナンテール・プレフェクッチュール駅 - ラ・デファンス＝グランダルシュ駅 - シャルル・ド・ゴール＝エトワール駅
 E線
ナンテール＝ラ・フォリー駅 - ラ・デファンス駅 - ヌイイ＝ポルト・マイヨ駅
トランシリアン
 L線
ピュトー駅 - ラ・デファンス＝グランダルシュ駅 - クールブヴォア駅
 U線
ピュトー駅 - ラ・デファンス＝グランダルシュ駅
トラム
 2号線
フォーブル・デル・アルシュ駅 - ラ・デファンス＝グランダルシュ駅 - ピュトー駅